# Amenemhet-I.-Pyramide

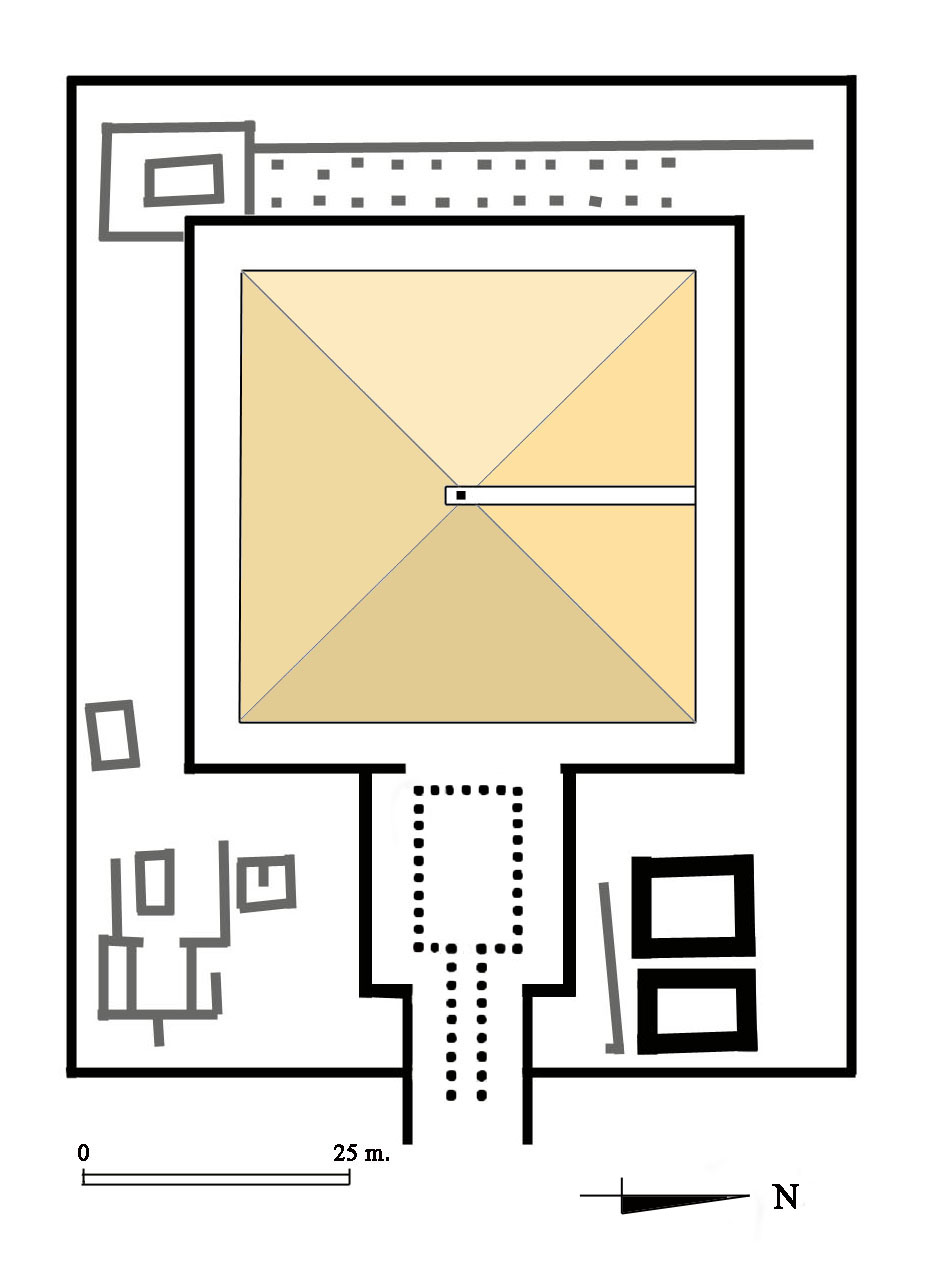
Grundriss des Pyramidenbezirks

Die Amenemhet-I.-Pyramide (altägyptisch Chau-isut-Imen-em-hat) ist das Grabmal des altägyptischen Königs Amenemhet I., dem Begründer der 12. Dynastie im Mittleren Reich. Mit ihrem Bau wurde im ersten Regierungsjahr Amenemhets I. (circa 1939/38 v. Chr.) begonnen. Als Standort wählte er el-Lischt und gründete damit eine neue königliche Nekropole in unmittelbarer Nähe zur neuen Hauptstadt Itj-taui („Der die beiden Länder ergreift“) auf halbem Weg zwischen Dahschur und Meidum. Hauptgrund für die Verlegung der Hauptstadt von Theben an die Nahtstelle der beiden Länder Ober- und Unterägypten war sicher die Kontrolle über die bis dahin bestehenden starken Gaufürstentümer. Mit einer Seitenlänge von 84 Metern und einer Neigung von 54° 27' besaß die Pyramide eine Höhe von 59 Metern.

## Forschungsgeschichte

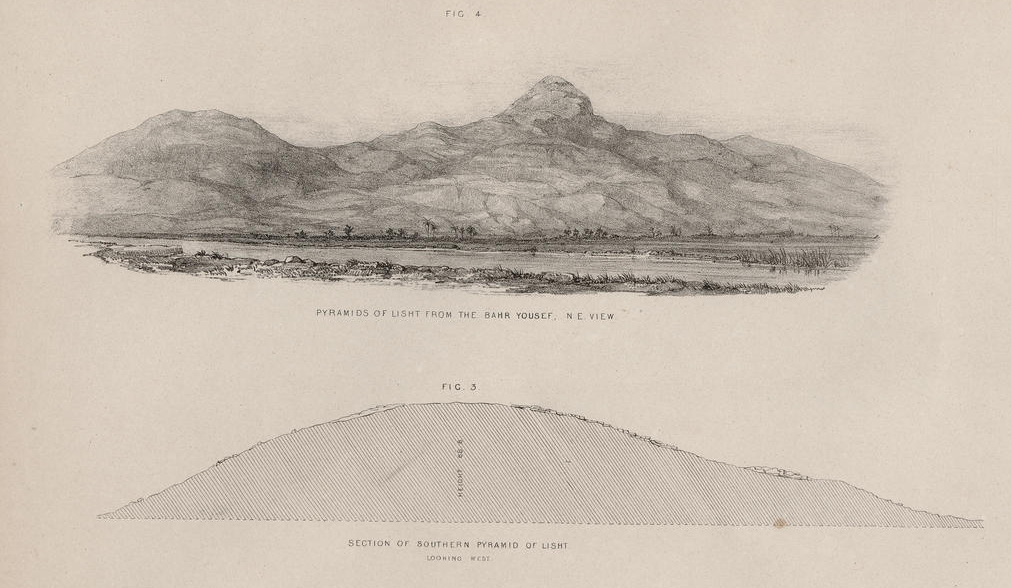
Ansicht der Pyramiden von el-Lischt (oben) und Schnitt durch die Sesostris-I.-Pyramide (unten) nach Perring

Eine erste Dokumentation der Pyramide führte 1839 John Shae Perring durch. Die Publikation erfolgte 1842 durch ihn selbst und durch Richard William Howard Vyse. Carl Richard Lepsius besuchte el-Lischt während seiner Ägypten-Expedition 1842–1846 und dokumentierte zwischen März und Mai 1843 die dortigen Ruinen. Die Amenemhet-I.-Pyramide nahm er unter der Nummer LX in seine Pyramiden-Liste auf.

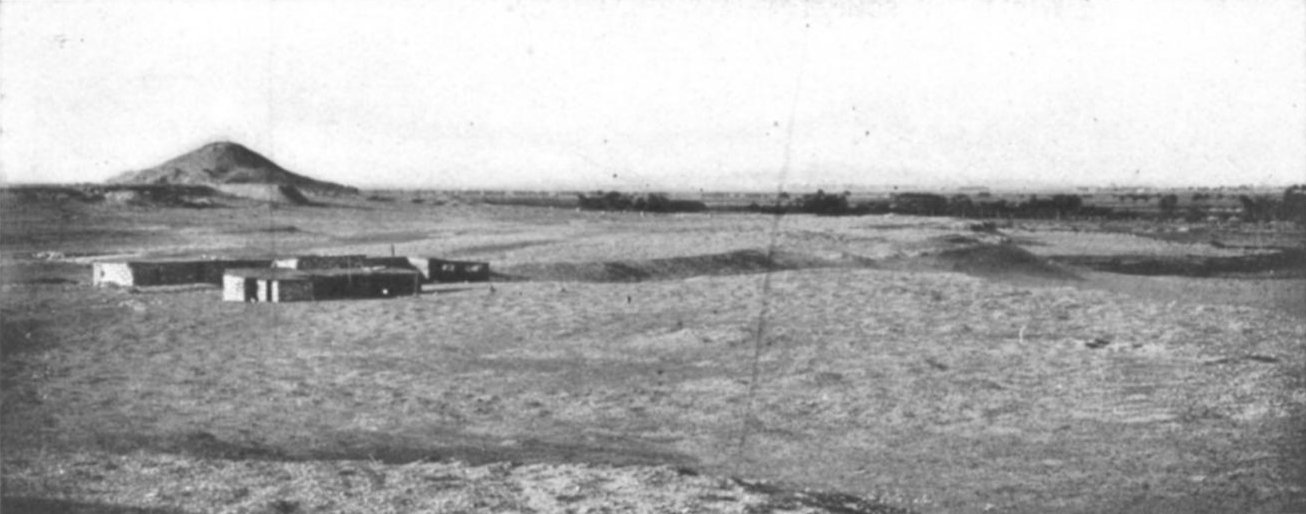
Die Amenemhet-I.-Pyramide mit Mastaba-Friedhof (links) und Grabungsquartier (Vordergrund) während der Grabungskampagne 1906/07, Blick von Südwesten

Gaston Maspero stieß 1882 als Erster ins Innere der Pyramide vor. Erste systematische Ausgrabungen fanden 1894/95 unter Joseph-Étienne Gautier und Gustave Jéquier statt. Zwischen 1906 und 1934 grub ein Forschungsteam des Metropolitan Museum of Art in 14 Kampagnen in Lischt. Fünf davon, unter Leitung von Albert M. Lythgoe (1906–1914) und Arthur C. Mace (1920–1922) galten der Amenemhet-I.-Pyramide, wobei damals außer Vorberichten keine Publikationen erschienen. Die für 1922/23 geplante Kampagne wurde kurzfristig abgesagt, da Mace und ein Großteil des restlichen Grabungsteams durch Lord Carnavon angeworben wurden, um Howard Carter bei der Freilegung und Dokumentation des kurz zuvor entdeckten Grabes KV62 von Tutanchamun im Tal der Könige bei Luxor zu unterstützen. Da sich Maces Gesundheitszustand in den folgenden Jahren deutlich verschlechterte, wurden die Grabungen an der Amenemhet-I.-Pyramide vorerst nicht wieder aufgenommen. Erst 1991 erfolgte eine Nachgrabung unter der Leitung von Dieter Arnold. Eine Gesamtpublikation der Grabungen des Metropolitan Museums erschien 2016 in Form eines Bandes von Dieter Arnold zur Architektur des Pyramidenkomplexes und eines weiteren Bandes von Peter Jánosi zu den Reliefs.

## Name
Eine Besonderheit der Pyramiden der 12. Dynastie ist die Verwendung unterschiedlicher Namen für verschiedene Teile des Pyramidenkomplexes. Während die Anlagen des Alten Reiches lediglich einen Namen für den gesamten königlichen Grabkomplex besaßen, hatten die Anlagen der 12. Dynastie bis zu vier Namen, welche die eigentliche Pyramide, den Totentempel, die Kultanlagen des Bezirks sowie die Pyramidenstadt bezeichneten. Für die Amenemhet-I.-Pyramide sind zwei Namen sicher überliefert: Die eigentliche Pyramide trug den Namen Chau-isut-Imen-em-hat („Erschienen sind die Stätten des Amenemhet“), die Kultanlage hieß Qa-nefer-Imen-em-hat („Hoch an Vollendung ist Amenemhet“). Die Zuweisung des Namens Ach-iset-ib-Imen-em-hat („Verklärt ist die Herzenstelle des Amenemhet“) an den Totentempel ist unsicher. Die Pyramidenstadt war möglicherweise mit der Residenz identisch und trug daher vielleicht die beiden Namensvarianten Imen-em-hat-jtj-taui („Amenemhet ergreift die Beiden Länder“) und Sehetep-ib-Re-jtj-taui („Sehetepibre [Thronname Amenemhets I.] ergreift die Beiden Länder“) überliefert.

## Baudetails
Im Gegensatz zur Pyramide seines Sohnes Sesostris I. sind von der Amenemhet-I.-Pyramide deutlich weniger Kontrollmarken der altägyptischen Handwerker erhalten. Nur drei von ihnen tragen Datumsangaben und nur bei einer von ihnen ist die Jahreszahl erhalten. Sie stammt aus dem ersten Regierungsjahr Amenemhets I., womit zumindest belegt ist, dass der König unmittelbar nach der Thronbesteigung mit dem Bau seiner Pyramidenanlage begann.

## Die Pyramide

### Der Oberbau

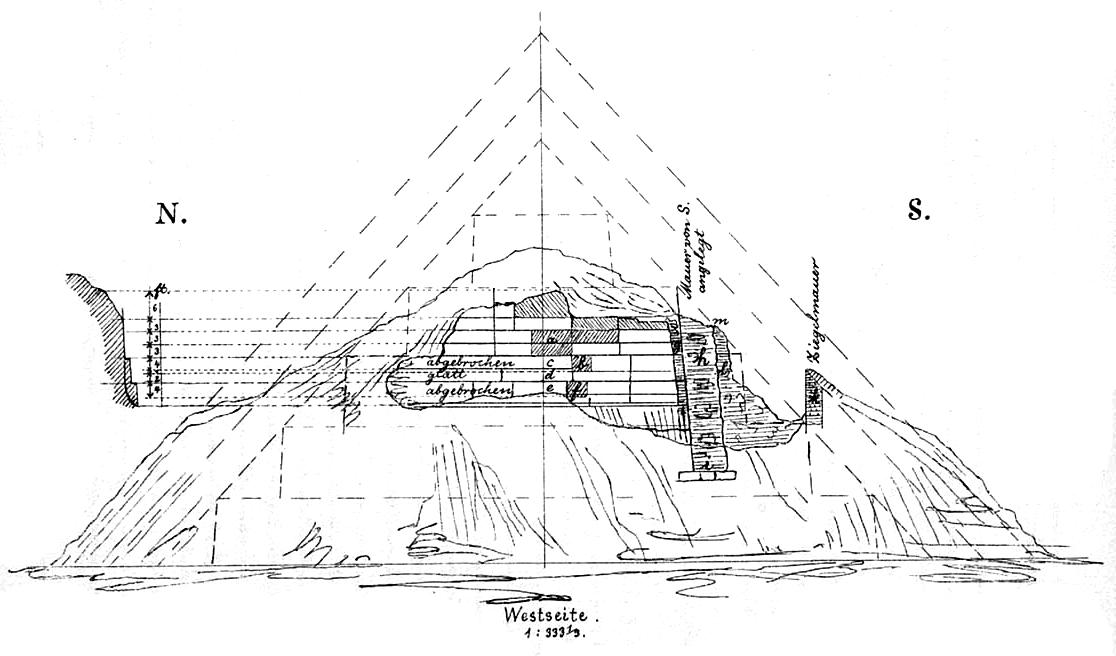
Aufbau der Pyramide nach Lepsius

Amenemhet I. knüpfte mit seiner Pyramide wieder an die Form der Bauwerke des späten Alten Reiches an, griff aber auch die Grabarchitektur der 11. Dynastie mit auf, indem er sie auf einer zweistufigen Terrasse errichtete. Die Pyramide hat eine Seitenlänge von 160 Ellen (84 m) und einen Böschungswinkel von 54° 27′. Ihre ursprüngliche Höhe betrug somit etwa 59 m, durch massiven Steinraub beträgt ihre heutige Höhe nur noch zwischen 20 und 25 m. Der innere Aufbau der Pyramide ist bislang nur unzureichend erforscht. Nach Lepsius dürfte sie einen fünfstufigen Kern besessen haben, um den Mäntel gelegt waren. Als Baumaterial für den Kern kamen ausschließlich lokaler Kalkstein sowie Sand und Schutt zur Verfüllung der Hohlräume zum Einsatz. Die ursprünglich von Lepsius geäußerte und vielfach übernommene Annahme, dass auch Ziegel verwendet wurden, basiert auf einer Fehlinterpretation der Befunde. Tatsächlich stammen diese von später auf den Trümmern der Pyramide errichteten Gebäuden. Für die Verkleidung wurde qualitätvoller Tura-Kalkstein verwendet.
Im Schutt der Pyramide wurden auch zahlreiche Reliefs des Alten Reichs gefunden. Diese hatte Amenemhet I. aus den Pyramidenbezirken oder von anderen Bauwerken von Cheops, Chephren (4. Dynastie), Userkaf, Unas (5. Dynastie) und Pepi II. (6. Dynastie) herbeischaffen lassen, was durch entsprechende Namensnennungen belegt ist. Die genauen Gründe hierfür sind unklar, unter anderem deshalb, weil die meisten Blöcke nicht mehr in ihrem ursprünglichen Kontext vorgefunden wurden. Weitere Blöcke des Alten Reichs wurden in den Fundamenten des Totentempels entdeckt (siehe unten).

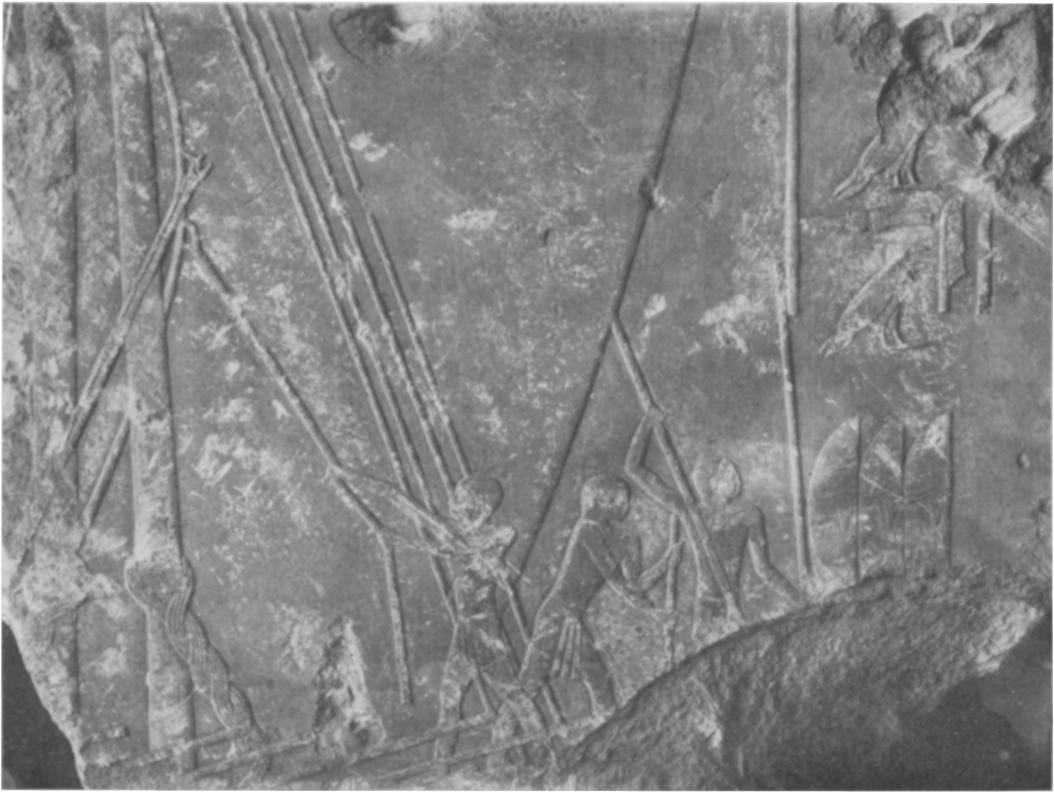
Wiederverwendeter Reliefblock des Alten Reichs
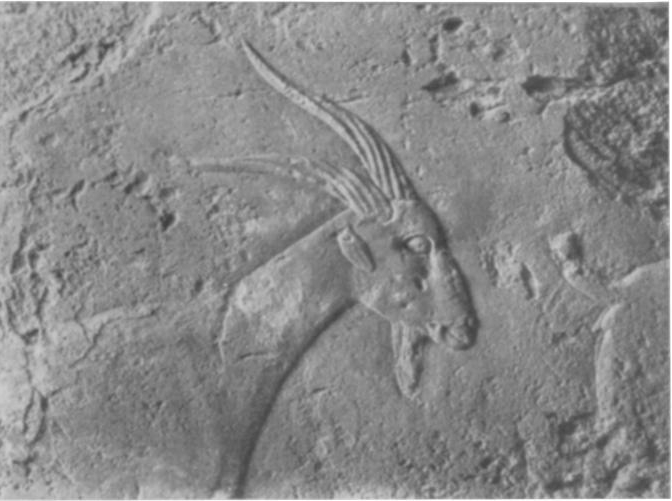
Wiederverwendeter Reliefblock des Alten Reichs

### Gründungsdepots
Möglicherweise wurden unter allen vier Ecken der Pyramide Gründungsdepots angelegt. Bei der besser dokumentierten Sesostris-I.-Pyramide wurden unter drei Ecken entsprechende Depots gefunden. Bei der Amenemhet-I.-Pyramide wurde hingegen nur die Südwestecke während der Grabungssaison 1920/21 des Metropolitan Museums freigelegt. Dabei wurde eine Grube entdeckt, die mit einer Kalksteinplatte abgedeckt und mit weißem Sand verfüllt war. Sie hatte an der Oberfläche einen rechteckigen und am Boden einen ovalen Querschnitt. Nach Entfernung der Verfüllung traten die Gründungsbeigaben zutage. Bei ihnen handelte es sich um einen Rinderschädel, sechs Tonziegel und stark zerscherbte Keramikgefäße, die aber noch zu Tellern und Vasen rekonstruiert werden konnten. Da die Tonziegel zerbrochen waren, wurde entdeckt, dass in ihnen kleine Tafeln eingeschlossen waren, welche den Namen Amenemhets I. und den seiner Pyramide trugen. Zwei der Tafeln waren aus Kupfer, zwei aus Fayence und eine aus Kalkstein. Die sechste Tafel – wohl ebenfalls aus Kalkstein – fehlte. Der Grabungsleiter Arthur C. Mace vermutete, dass sie während der Freilegung von einem der Arbeiter gestohlen wurde.

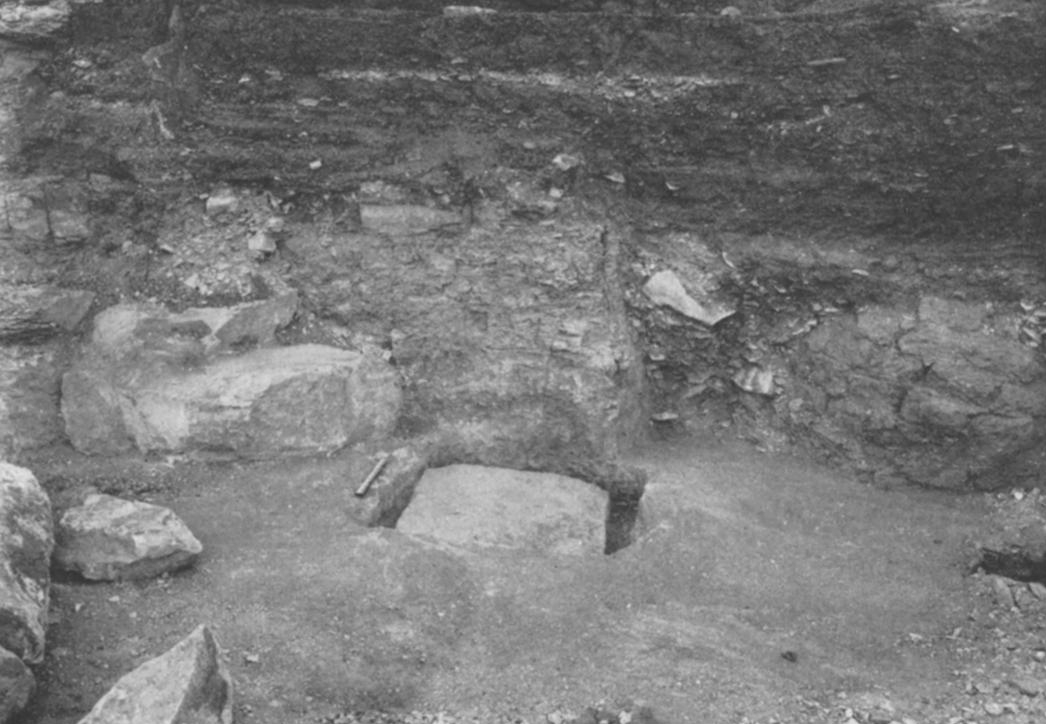
Das noch abgedeckte Gründungsdepot an der Südwestecke der Amenemhet-I.-Pyramide
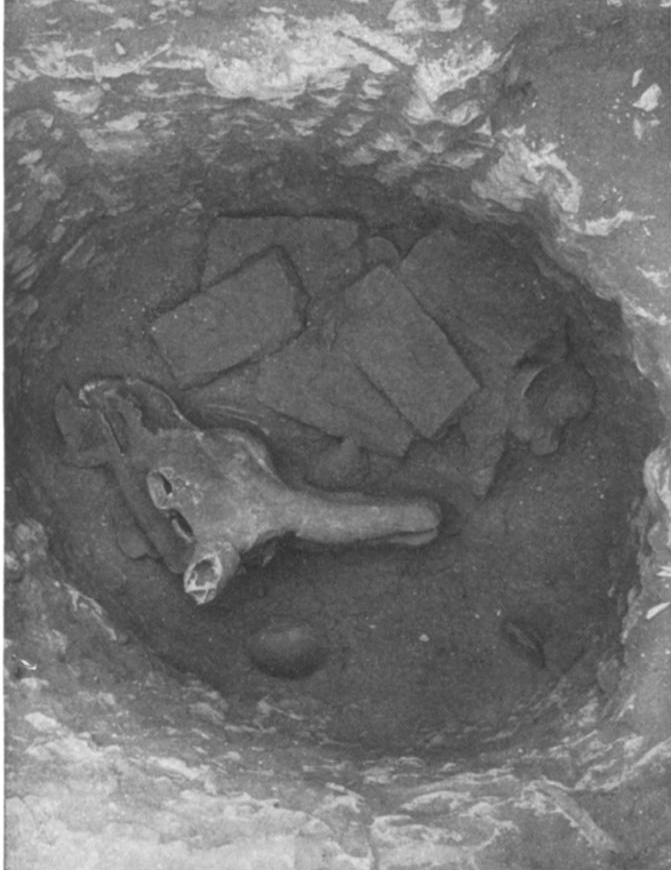
Das freigelegte Gründungsdepot
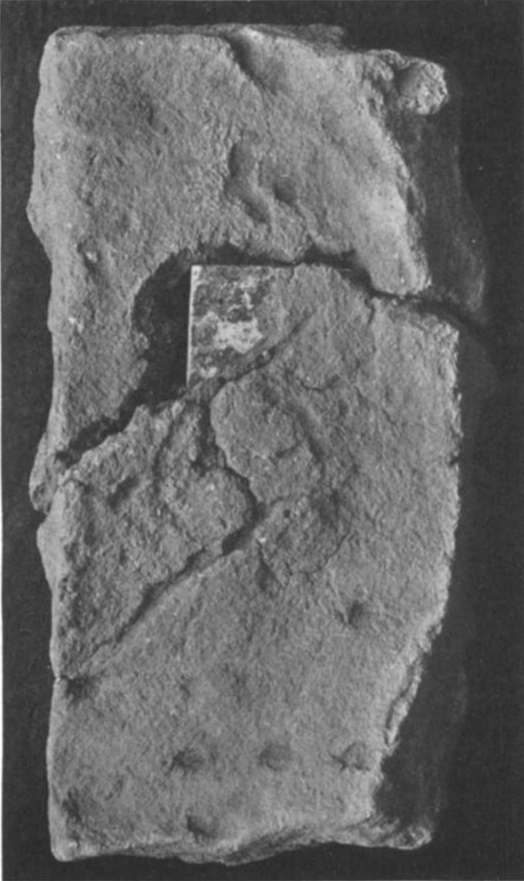
Ein Lehmziegel aus dem Gründungsdepot

### Nordkapelle und Eingangsbereich

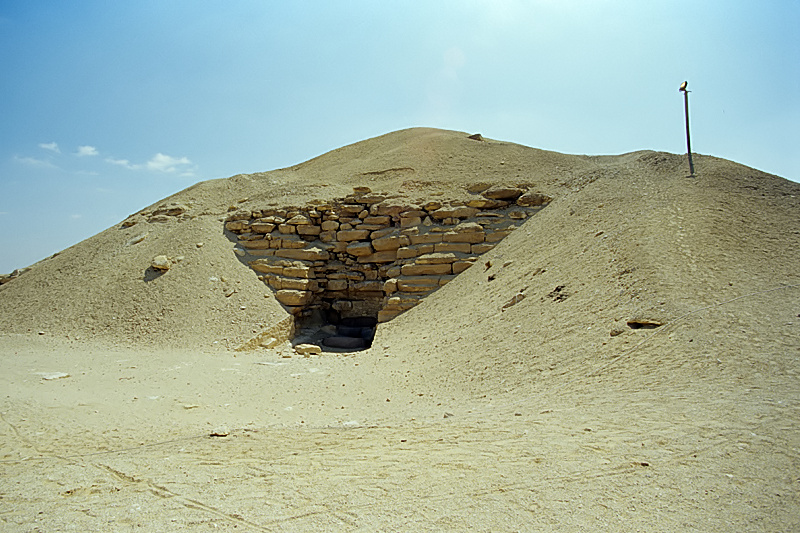
Der Eingangsbereich in seinem heutigen Zustand (2003)

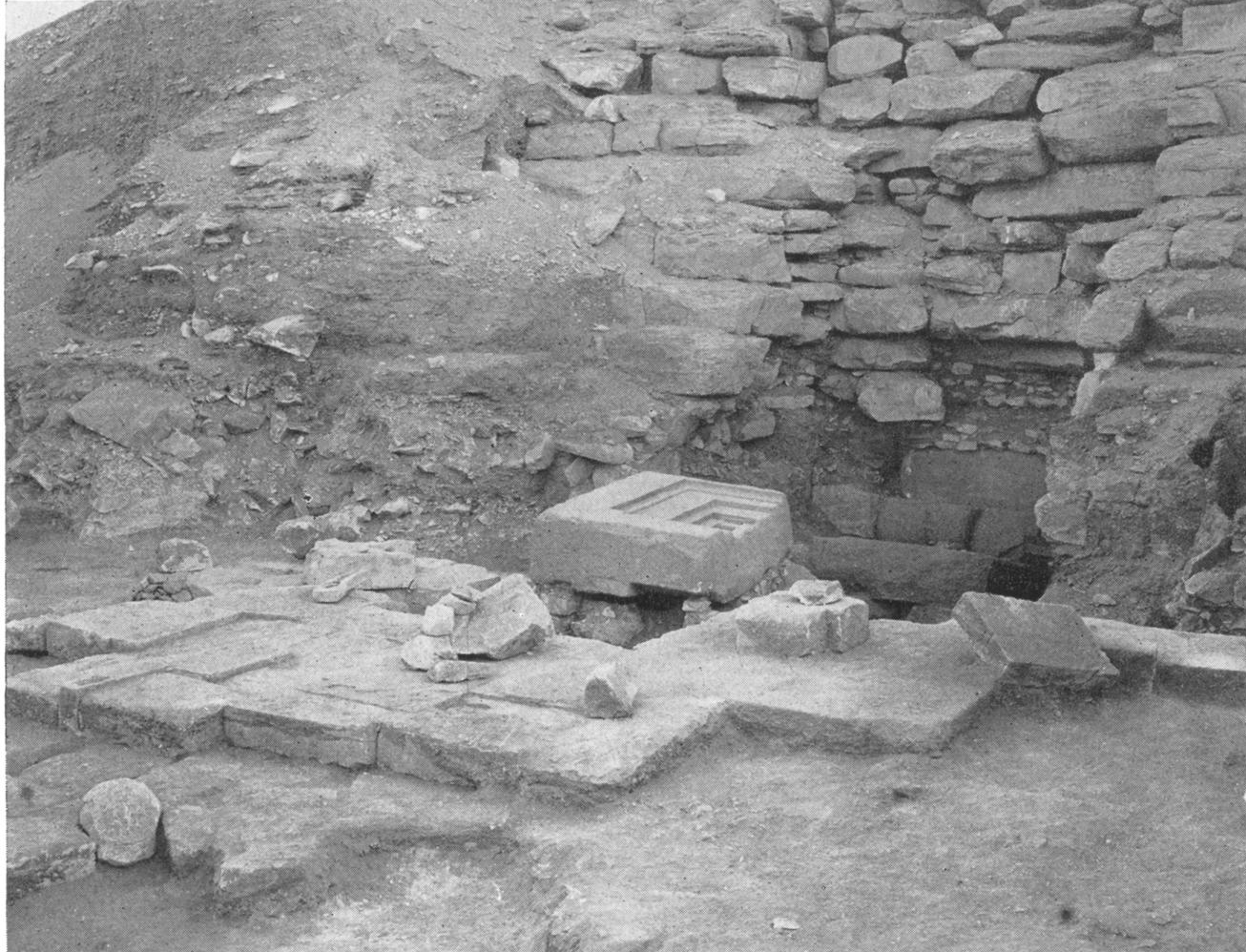
Der Eingangsbereich mit verworfener Scheintür während der Grabungskampagne 1907/08

Wie bei den Anlagen des Alten Reichs liegt der Eingang zur Pyramide zentral auf der Nordseite in Bodenhöhe. Über dem Eingang befand sich eine Nordkapelle. Von dieser haben sich keine Spuren erhalten. Zwei bemerkenswerte Funde am Eingangsbereich stellen eine große Scheintür aus Rosengranit und ein Granit-Pflaster dar, die beide als Spolien verbaut worden waren. Die Scheintür, die sich heute im Ägyptischen Museum in Kairo befindet (Inv.-Nr. JE 40485), ist zu etwa zwei Dritteln erhalten. Sie hat eine Höhe von 3,86 m, eine Breite von 2,20 m und eine Tiefe von 0,83 m. Ihre ursprüngliche Breite dürfte etwa 3,30 m betragen haben. Sie ist damit die größte bekannte Scheintür aus allen ägyptischen Pyramidenkomplexen. Obwohl die Inschriften ausgemeißelt wurden, lassen sich noch Spuren von Namensnennungen Amenemhets I. ausmachen. Vermutlich stand sie ursprünglich im Totentempel und wurde dann aus unbekannten Gründen (vielleicht weil sie zerbrach) durch eine kleinere Steintür aus Kalkstein ersetzt und als Deckenblock des absteigenden Gangs wiederverwendet.
Die zweite Spolie ist ein Pflaster aus Granit, das als Bodenplatte am Eingang der Pyramide verwendet wurde. Es hat eine Breite von 3,05 m, eine erhaltene Tiefe von 2,10 m und eine Dicke von 0,85 m. Das Gewicht des Steins beträgt etwa 15 t. Die ursprüngliche Oberseite liegt nun unten. Dieter Arnold konnte nachweisen, dass es sich ursprünglich um einen Schwellenstein von einer Nordkapelle des Alten Reichs handelte, der zwischen ihrem Eingang und dem im Boden befindlichen Zugang zum Kammersystem verlegt war. Ein im Hof ansetzender Eingang mit darüber gebauter Kapelle ist ein architektonisches Merkmal, das nur auf die Pyramidenanlagen der späten 5. Dynastie (ab Djedkare) und der 6. Dynastie zutrifft. Eine Zuweisung zu einer bestimmten Pyramide war aber bislang nicht möglich.

### Das Kammersystem
Von der Nordkapelle aus führt ein absteigender Gang schräg nach unten. Er ist mit Rosengranit verkleidet und war auf seiner gesamten Länge mit Steinen des gleichen Materials versiegelt. Direkt unter dem Zentrum der Pyramide mündet er in eine kleine, mit Granit verkleidete Kammer. Sie hat einen rechteckigen Grundriss und eine flache Decke. Ihre Länge beträgt 2,63 m, ihre Breite 1,14 m und ihre Höhe 1,45 m. Entlang der westlichen Außenseite des absteigenden Gangs führt ein Grabräubertunnel durch den weicheren Kalkstein in die Kammer. Von der Mitte des Kammerbodens aus führt ein quadratischer Schacht mit einer Seitenlänge von 0,75 m mindestens 11 m senkrecht in die Tiefe. Durch anstehendes Grundwasser ist er bislang nicht näher erforscht. Dies und die Tatsache, dass ein solches Kammersystem deutlich von den Vorbildern des Alten Reichs abweicht, sorgt auch für Unklarheit über die eigentliche Grabkammer. Während Dieter Arnold die erforschte Kammer für die Grabkammer hält sehen andere Forscher wie Mark Lehner, Rainer Stadelmann oder Miroslav Verner sie lediglich als Vorkammer an und vermuten, dass das Kammersystem sich an thebanischen Vorbildern der 11. Dynastie orientiert und die Grabkammer somit noch unentdeckt am Ende des senkrechten Schachts liegen würde.

## Der Pyramidenbezirk
Die Pyramide war umgeben von zwei Mauern. Die innere Mauer aus Kalkstein umfasste das Bauwerk selbst und den im Osten davor liegenden Totentempel.

### Die äußere Umfassungsmauer und der äußere Hof
Die äußere Umfassungsmauer aus Lehmziegeln schloss neben der Pyramide und dem Totentempel einige Mastabas sowie 22 Schachtgräber ein, in denen Familienmitglieder und Höflinge beigesetzt wurden. Es fand sich eine Opfertafel mit dem Namen der „Königsmutter“ Nofret und die Mastabas des Wesirs Antefiqer, des Schatzmeisters Rehuerdjersen und des Obervermögensverwalters Nacht. In dem Mastababezirk des Sesostris neben der Pyramide fand sich ein Schachtgrab mit der unberührten Bestattung der Senebtisi, die noch reichen Schmuck enthielt. Das Grab datiert ans Ende der 12. Dynastie.

#### Die Mastabas im äußeren Hof

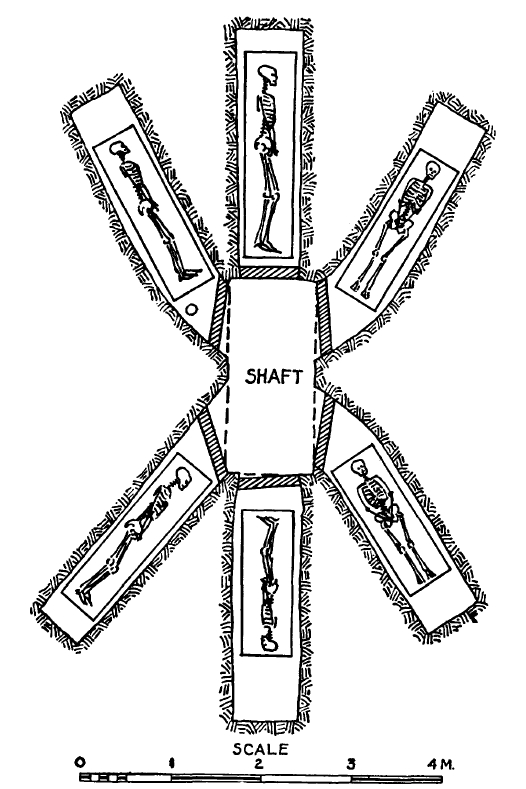
Grundriss der oberen Ebene von Bestattungen in Grab 954

Die äußere Umfassungsmauer der königlichen Pyramide schließt sechs große Mastaba-Gräber mit ein. Nördlich des Totentempels befinden sich die Reste zweier einander recht ähnlicher Anlagen. Die westliche von ihnen, Grab 954, wurde 1921/22 von der Expedition des Metropolitan Museum ausgiebig dokumentiert. Sie besitzt eine 18,50 × 22,20 m messende Umfassung aus Ziegeln. Im nördlichen Bereich führt ein 2,80 × 3,00 m breiter Schacht etwa 3 m in die Tiefe und verzweigt sich dort. Ein von der Südwestecke abgehender Gang führt ins Grundwasser und wurde bisher nicht näher untersucht. Am östlichen Ende wurde, wohl nachträglich, ein weiterer Schacht ausgehoben. Dieser misst 1,00 × 2,15 m und hat eine Tiefe von 15,70 m. Er weist drei Ebenen von jeweils sechs Sarg-Nischen auf, die in nördlicher und südlicher Richtung von dem Schacht abzweigen. Alle zwölf Nischen der beiden oberen Ebenen waren belegt, die unteren waren hingegen ungenutzt geblieben. Die Begräbnisse wurden unberührt vorgefunden und enthielten als Grabbeigaben zahlreichen Schmuck in Form von Halskragen, Ketten, Arm- und Fußbändern. Nur ein Sarg besaß einen Schriftzug mit dem Namen seiner Besitzerin, einer Frau namens Sat-Sobek. Die Datierung der Anlage gestaltet sich schwierig. Eines der Begräbnisse wurde anhand der Beigaben in die frühe 12. Dynastie datiert, die Architektur passt hingegen eher in die 13. Dynastie.

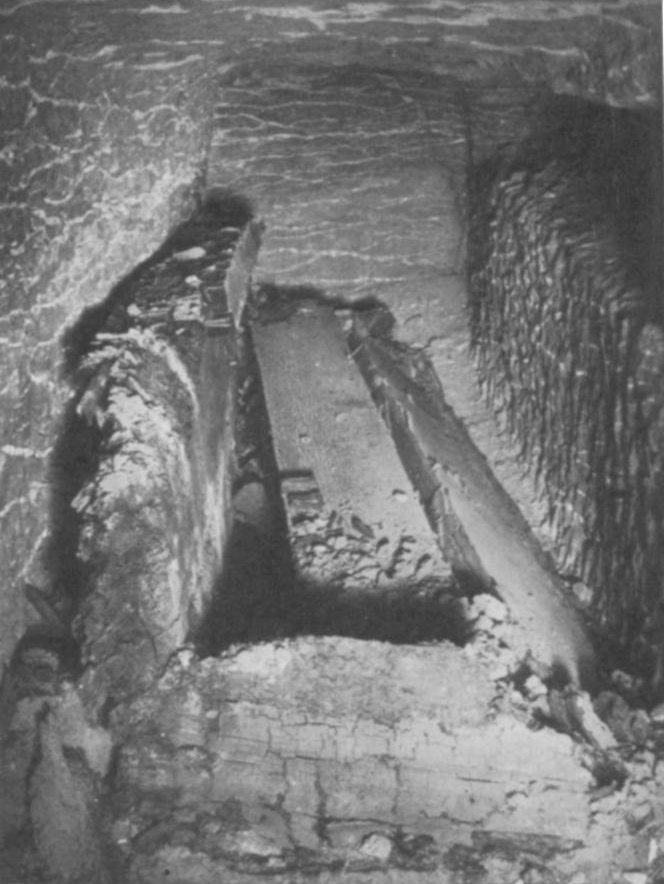
Eine freigelegte Sarg-Nische in Grab 954
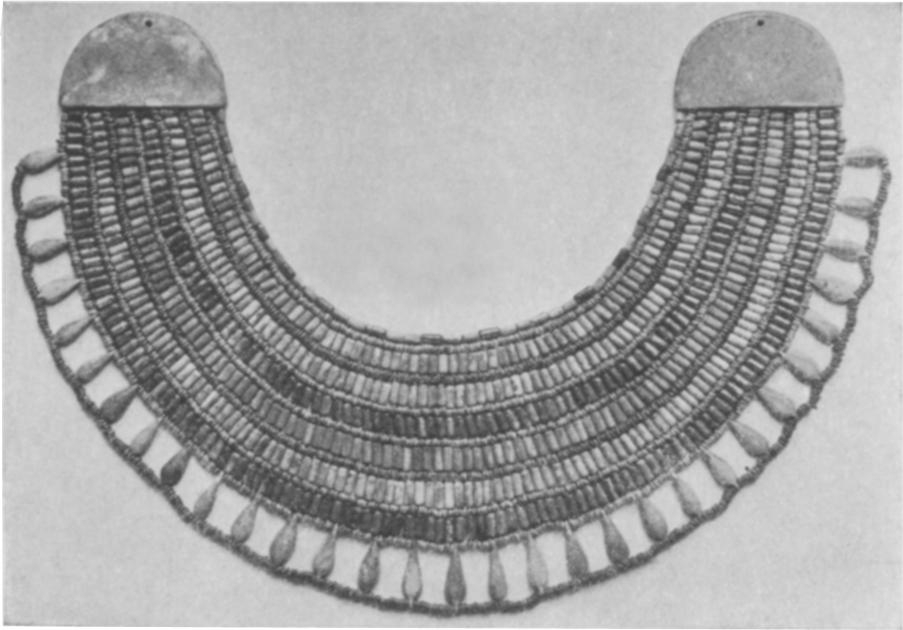
Ein Halskragen aus Grab 954
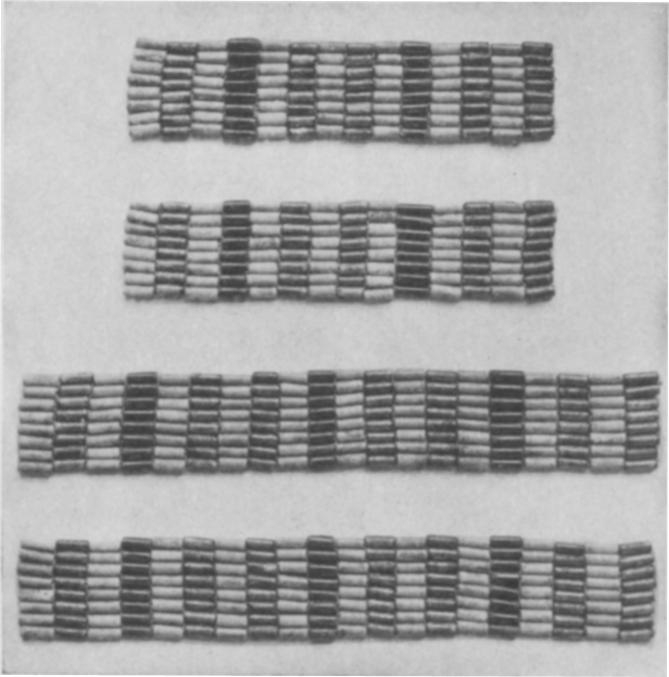
Arm und Fußbänder aus Grab 954
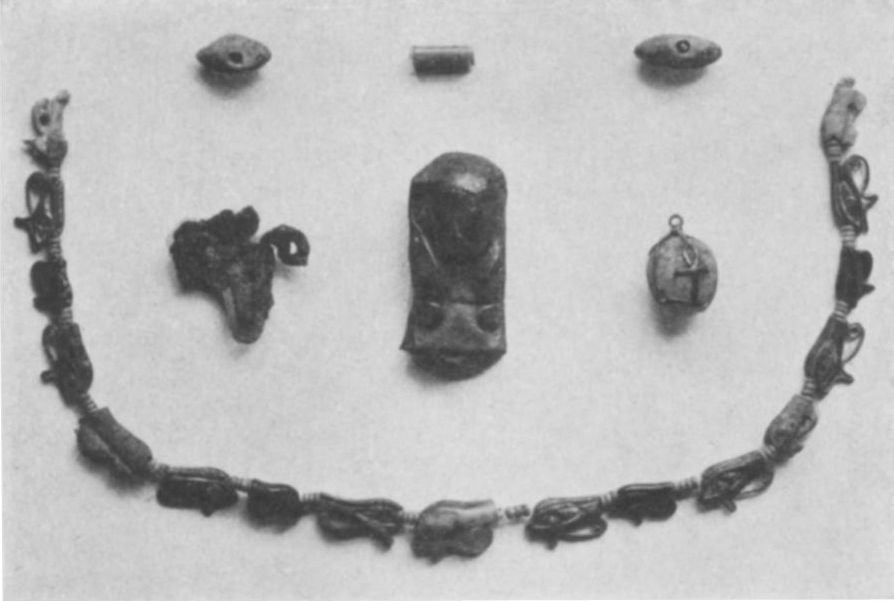
Kette und anderer Schmuck aus Grab 954

Das östlich anschließende Grab 956 wurde bereits von Gauthier untersucht, der allerdings weder Pläne noch Fotos anfertigte. Das Team des Metropolitan Museum führte keine Nachuntersuchung durch. Die Anlage besitzt eine Ziegel-Umfassung von 22,60 m Länge, 16,00 m Breite und einer Mauerdicke zwischen 3,30 und 3,40 m. Dieter Arnold schätzt ihre ursprüngliche Höhe auf mindestens 6,20 m (12 Ellen). Lediglich fotografisch wurde eine große Ansammlung von Kalkstein innerhalb der Umfassung dokumentiert. Hierbei könnte es sich um den ehemaligen Kernbau der Mastaba gehandelt haben. Auch das Hofpflaster bestand nach Gauthier aus Kalkstein. Den westlichen Teil des Innenhofs nahm eine Kultkapelle ein. An ihrem nördlichen Ende führt ein 1,30 × 3,20 m messender Schacht senkrecht in die Tiefe. Wegen eindringendem Grundwasser ist er bislang nicht genauer untersucht worden.
Südlich des Totentempels befindet sich das Grab des Wesirs und Bürgermeisters der Pyramidenstadt Antefiqer, der unter Amenemhet I. und Sesostris I. diente. Das für einen so hohen Beamten vergleichsweise kleine Grab gliedert sich in zwei etwa gleich große Bereiche. Die östliche Hälfte bildet ein offener Hof, der von einer Ziegelmauer mit einer Dicke von 1,50 m umschlossen war. Die westliche Hälfte der Anlage bildete eine Kapelle, deren Eingangsfront etwa 9,20 m breit war. Sie bestand aus drei Räumen: Einer langgestreckten, nord-südlich orientierten Eingangshalle, einer südlich davon abgehenden ost-westlich orientierten Halle und einer westlich abgehenden Halle, in welcher der Grabschacht lag. Die südliche Halle wies an ihrer Westwand eine Scheintür auf. Eine weitere Scheintür befand sich an der Südwand der Schachtkammer. Auch Reste der Wanddekoration wurden entdeckt, darunter eine Schlachtungsszene. Seit den Grabungen des frühen 20. Jahrhunderts ist der Oberbau der Mastaba nahezu vollständig abgetragen worden. Der Grabschacht misst 1,70 × 3,00 m. Er wurde nur bis zu einer Tiefe von 12,5 m erforscht, da Grundwasser ein weiteres Vordringen bisher verhinderte. Bis zu einer Tiefe von 3 m war der Schacht mit Kalkstein verkleidet, danach führte er durch den anstehenden Fels. Ein zweiter Schacht im offenen Hof. Er misst 1,20 × 1,50 m und ist ebenfalls wegen Grundwasser bislang unerforscht. Zwei Statuen Antefiqers wurden im Grabkomplex gefunden, ihr gegenwärtiger Aufbewahrungsort ist unbekannt. Eine dritte Statue repräsentiert einen anderen Antefiqer, den Sohn der Nebit. Sie gelangte ursprünglich ins Metropolitan Museum, wurde aber später dem Museo de Bellas Artes in Caracas übereignet.

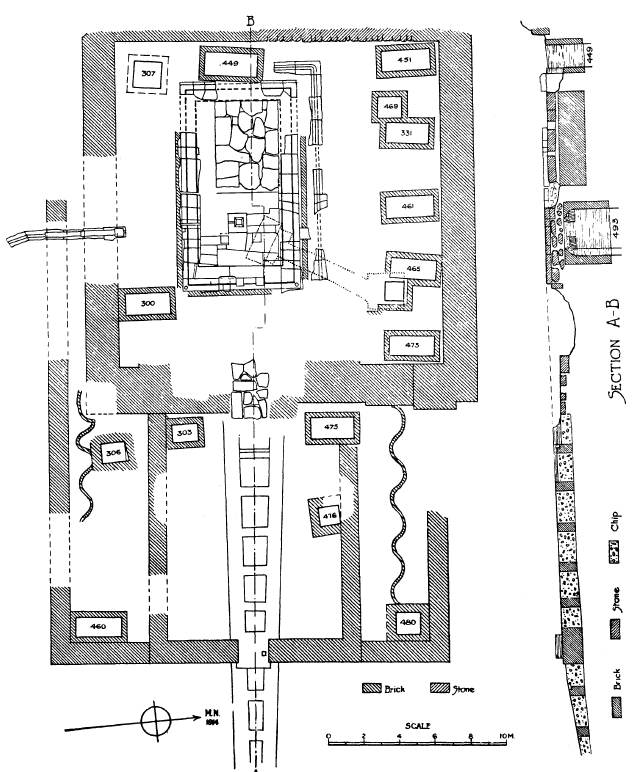
Grundriss und Längsschnitt des Grabes des Nacht

Die Südostecke des äußeren Hofs nimmt die ausgedehnte Grabanlage des Obervermögensverwalters und Siegelbewahrers Nacht ein, der wohl während der Regierungszeit von Sesostris I. amtierte. Bereits in der 13. Dynastie wurde das Grab durch die Überbauung mit Häusern stark zerstört, sodass sein ursprünglicher Aufbau nur noch schwer zu rekonstruieren ist. Die Anlage war wohl thebanischen Terrassentempeln nachempfunden. Sie besaß eine untere äußere Umfassungsmauer und eine höher gelegene innere Mauer. Beide bestanden aus Ziegeln. Eine Rampe oder ein Aufweg aus Ziegeln führte von Osten her über eine Strecke von etwa 20 m zur eigentlichen Mastaba. Da der Niveauunterschied zwischen dem Anfang und dem Ende der Rampe nur sehr gering ist, ist unklar, ob sie bewusst für das Grab konzipiert wurde, oder ob Nacht lediglich die Reste einer Konstruktionsrampe der königlichen Pyramide wiederverwendet hatte. Die äußere Umfassungsmauer bildete einen Vorhof mit einer Breite von ursprünglich 12 m, der später auf 22,50 m erweitert wurde. Die innere Umfassungsmauer war an den Seiten 1,9 m dick und vielleicht zwischen 2 und 3,5 m hoch. Die Ostseite war 2,5 m dick und bildete möglicherweise einen Pylon von wenigstens 5 m Höhe. Die Kultkapelle, die den Oberbau des Grabes bildete, war ost-westlich orientiert und maß 11,90 × 6,70 m. Ihrem Eingang war ein Portikus mit zwei Säulen vorgelagert. Das Innere der Kapelle kann nicht mehr vollständig rekonstruiert werden, lediglich ein 3 × 5,80 m messender Raum und eine schmale Kammer oder ein offener Gang konnten festgestellt werden. Von der Wanddekoration wurden nur geringe Reste gefunden. Einen bedeutenden Fund stellt eine lebensgroße Sitzstatue des Grabbesitzers dar. Zwei stark beschädigte Statuenköpfe könnten ursprünglich zum königlichen Totentempel gehört haben. Eine verlagert vorgefundene Statuette könnte wiederum Nacht darstellen. Das Kammersystem des Grabes ist recht komplex. Ein nordöstlich der Kapelle liegender, 1,05 × 1,05 m messender Begräbnisschacht führt 14 m in die Tiefe und mündete dort in eine Kammer, die von Arbeitern genutzt wurde. Dort wurden drei Verschlusssteine gefunden. Ein 6 m langer Gang führt von dort aus nach Südwesten unter das Zentrum der Kapelle. Dort mündet er in eine Kammer, die Ausbuchtungen mit nicht in Position gebrachten Verschlusssteinen aufweist. Über der Kammer befindet sich ein senkrechter Konstruktionsschacht, dessen oberes Ende durch den Bau der Kapelle verschlossen wurde. Von der Kammer aus führt ein absteigender Gang in südwestlicher Richtung zur Grabkammer, die wegen Grundwasser bislang nicht untersucht werden konnte. Am unteren Ende des Konstruktionsschachts befindet sich an der Südostseite eine 1 m hohe und 2,4 m lange Nische unbekannter Funktion. Von der Nordwestwand des Korridors aus führt ein 12,3 m langer absteigender Gang in eine 1,9 × 2,6 m messende Felskammer. Am unteren Ende des Begräbnisschachtes wurden nachträglich östlich und westlich fünf Sarg-Nischen angebracht. An der Nordseite wurde zudem ein 6,5 m langer Gang hinzugefügt. In den beiden Höfen des Grabes wurden 15 sekundäre Grabschächte gefunden: neun im inneren und sechs im äußeren Hof.

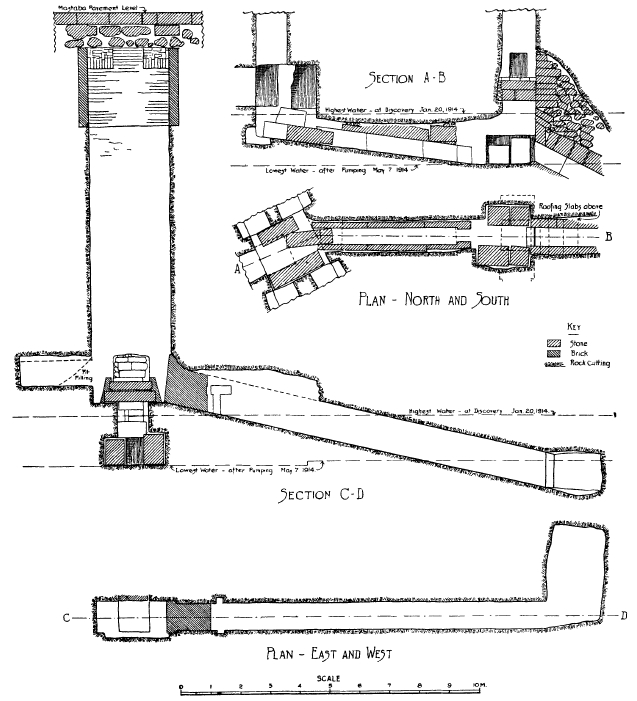
Das Kammersystem der Mastaba des Nacht
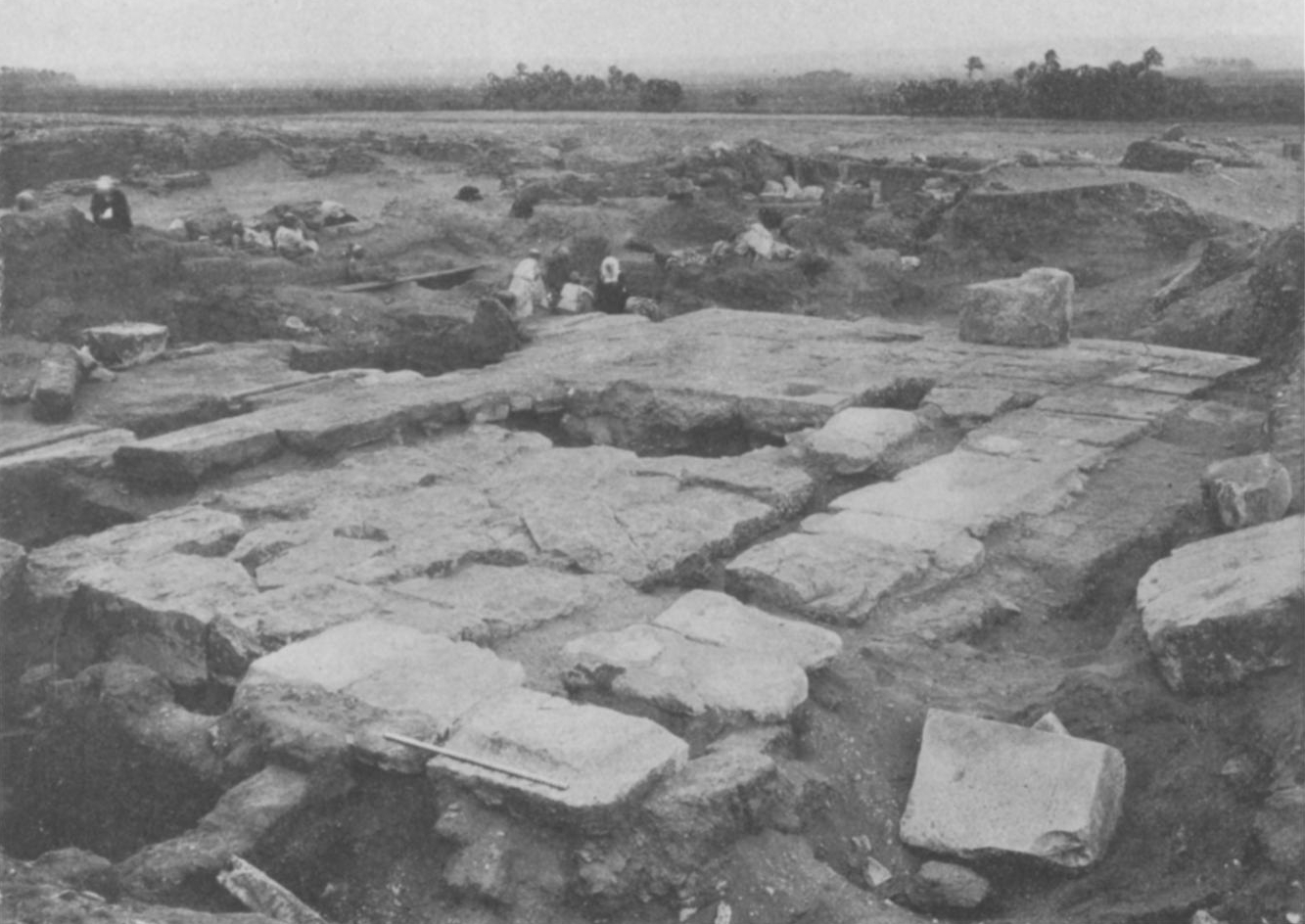
Die freigelegte Mastaba des Nacht
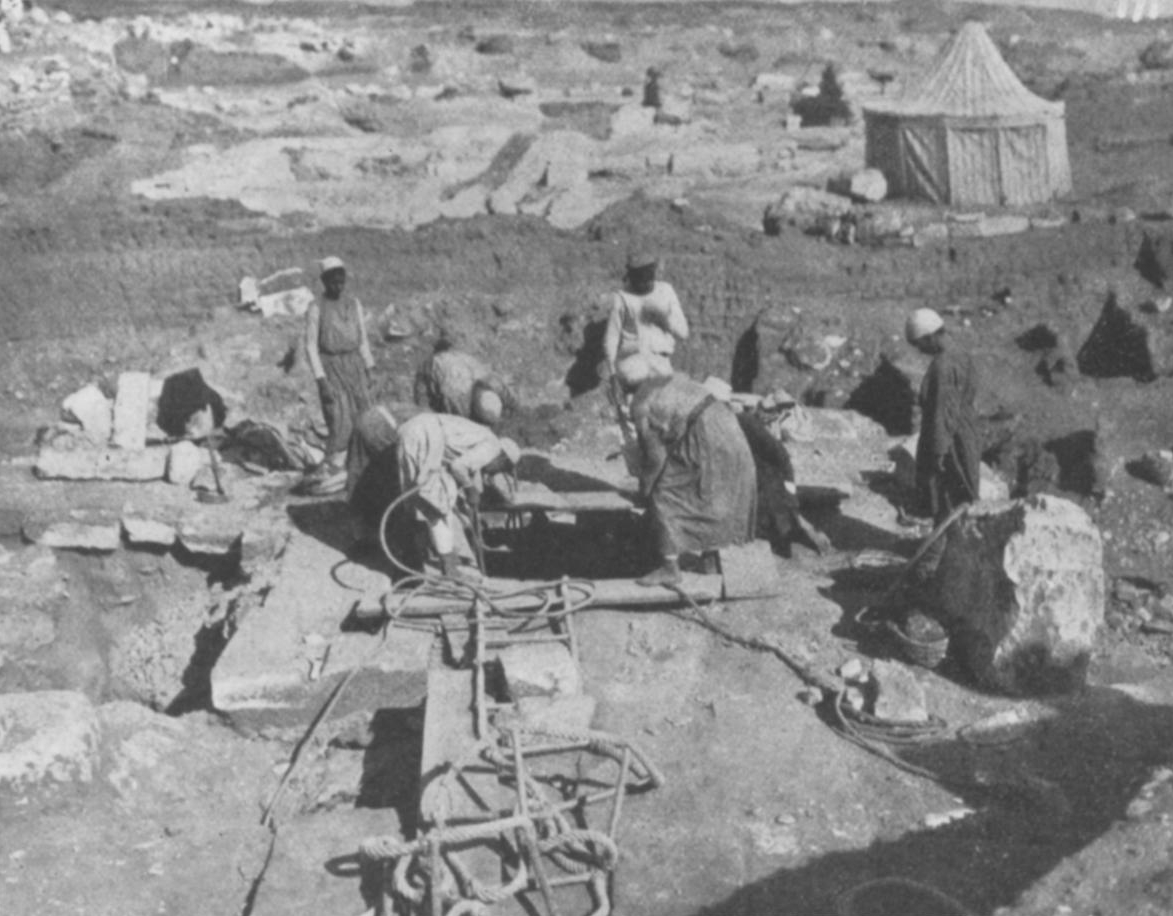
Ausräumung des Grabschachtes der Mastaba des Nacht
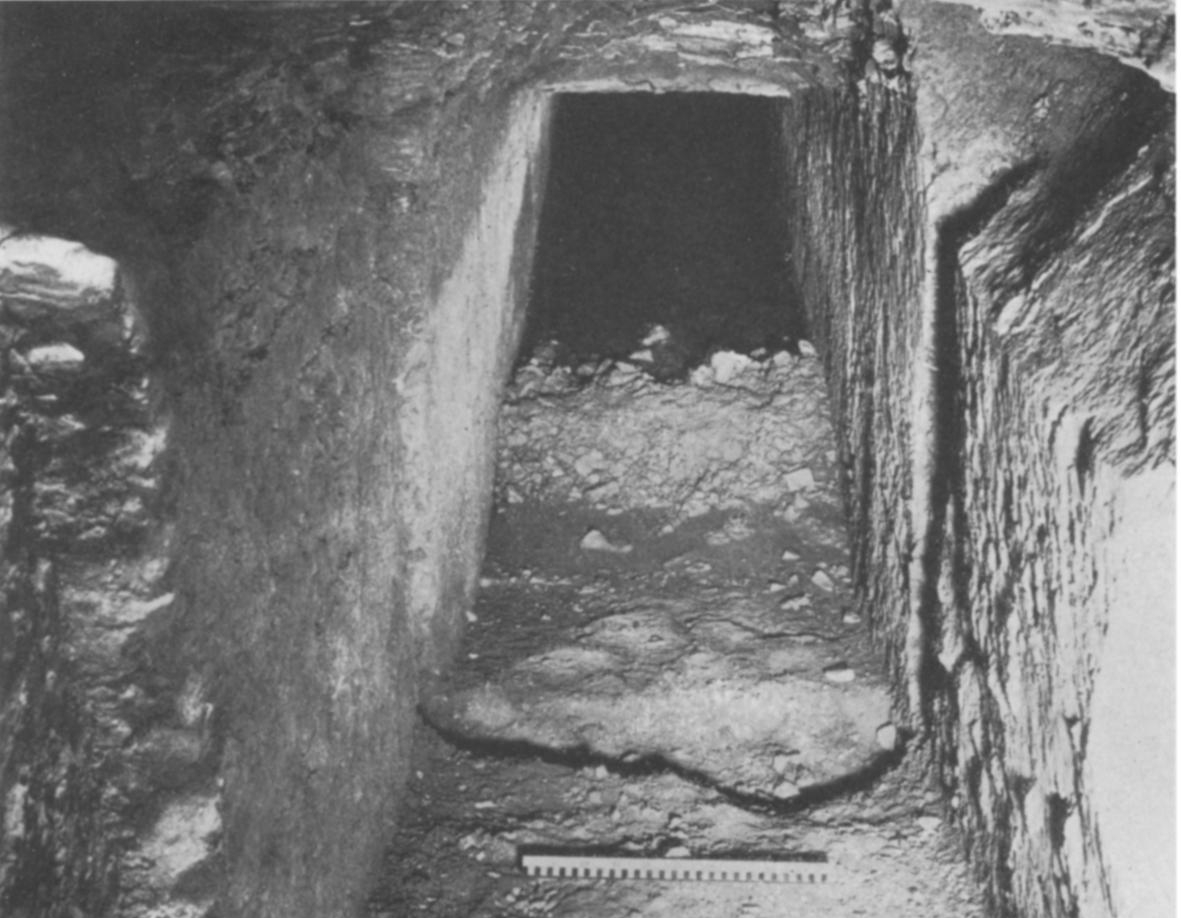
Der Gang zur überfluteten Grabkammer des Nacht

Westlich der Mastaba des Nacht und südöstlich der Pyramide liegt das Grab des Siegelbewahrers Senimeru, der wohl unter Amenemhet I. oder Sesostris I. diente. Das Grab war von einer Ziegelmauer umgeben, die an der Ost- und Westseite eine Dicke von 1,60 m hatte, in Norden und Süden hingegen 3,20 m. Den Oberbau der Mastaba bildete ein nord-südlich ausgerichtetes Gebäude von 9,8 × 13 m, über dessen genauen Aufbau nichts bekannt ist. Nach der Ausgrabung von 1914 wurde seine Reste vollständig abgetragen. Der Grabschacht misst 1,30 × 2,65 m und führt 13,1 m in die Tiefe. Von dort aus führt ein absteigender Gang weiter zur Grabkammer. Da auf den Grabungplänen keine Himmelsrichtungen angegeben wurden, ist unklar, ob er nach Norden oder nach Süden führt, letzteres ist durch Vergleiche mit anderen Gräbern aber wahrscheinlicher, allerdings würde der Sarkophag dann an der Ostwand der Grabkammer stehen, was wiederum unüblich wäre. Der Gang ist 5,4 m lang und weist drei Blockiersteine auf. Offenbar existiert ein Grabräubertunnel, mit dem die Blockierung umgangen wurde. Die Grabkammer misst 2,25 × 3 m und hat eine Höhe von 1,75 m. Sie war bei der Grabung zur Hälfte von Grundwasser überflutet. An den Schmalseiten befinden sich Nischen, die das Einbringen des Sarkophags ermöglichten. Dieser besteht aus Rosengranit und hat eine Länge von 240 cm, eine Breite von 75 cm sowie eine Höhe von 81,5 cm. Der Deckel ist gewölb und 23 cm hoch. Die Innenseite des Sarkophags war mit Gips verstrichen.

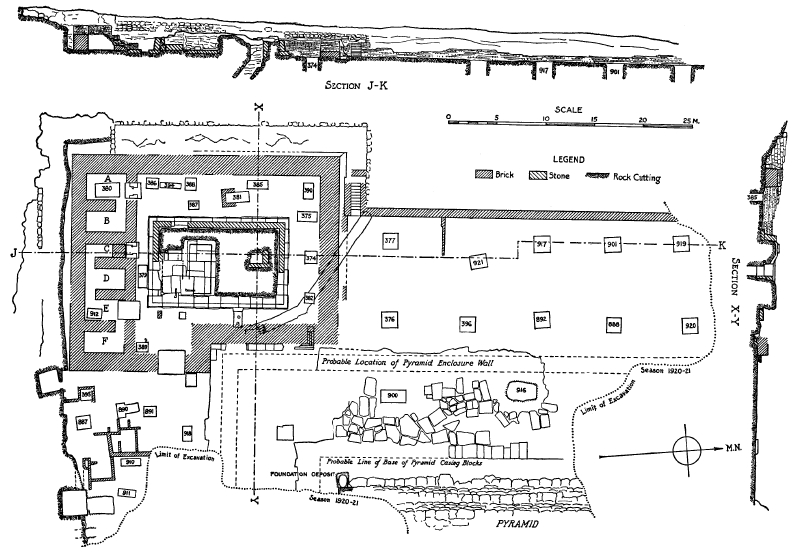
Grundriss der Südwestecke des äußeren Hofs mit der Mastaba des Rehuerdjersen und der südlichen Hälfte der Schachtgräber der Prinzessinnen

In der Südwestecke des äußeren Hofs befindet sich die Mastaba des Schatzmeisters Rehuerdjersen, der wahrscheinlich unter Amenemhet I. diente. Das Grab besaß eine Umfassungsmauer aus Ziegeln mit einer nord-südlichen Länge von 27,70 m, einer ost-westlichen Breite von 19 m und einer Mauerdicke von 3 m. Der Innenraum bestand aus einem großen offenen Hof im Norden und einer Reihe von sechs Räumen entlang der Südseite, die als Priesterunterkünfte dienten. In einem der Räume wurde ein durchlochter Kupferbehälter gefunden, der wohl als Sprenkler diente. Nordwestlich der Umfassungsmauer befindet sich eine schmale Treppe, von der unklar ist, ob sie zum Grab gehört und erst später entstand, als der Pyramidenkomplex als Siedlung diente. Die Kultkapelle im offenen Hof besaß einen Kern aus Feldsteinen und eine Verkleidung aus Kalkstein. Im Süden besaß die Kapelle zwei Räume: Eine Eingangshalle von 3,42 m Länge und 2,04 m Breite mit einer Statuennische an der Westwand, sowie eine nördlich anschließende Opferhalle von 4,97 m Länge und 2,26 m Breite. Zahlreiche Reliefbruchstücke der ursprünglichen Wanddekoration wurden gefunden. Ebenso wurde festgestellt, dass für die Fundamente der Kapelle Kalksteinblöcke von Bauten des Alten Reichs wiederverwendet wurden, von denen einer den Namenszug des Cheops trägt. Die Position des Grabschachts ist für eine Mataba des Mittleren Reichs ungewöhnlich und wohl an Vorbilder des Alten Reichs aus Gizeh angelehnt. Er führt vom nördlichen Teil des Kapellendachs zunächst senkrecht und dann in einem sehr steilen Winkel schräg nach unten. In einer Tiefe von etwa 17,70 m verhinderte anstehendes Grundwasser eine weitere Untersuchung. Unter allen vier Ecken des Fundaments der Mastaba und unter der Westwand der Kapelle wurden Gründungsdepots entdeckt, die zahlreiche Keramikgefäße enthielten. Im Hof und in den südlichen Räumen wurden 14 sekundäre Grabschächte festgestellt.

#### Die Schachtgräber der Prinzessinnen
Entlang der westlichen Außenseite der inneren Umfassungsmauer verlaufen zwei annähernd regelmäßige Reihen von jeweils elf Schachtgräbern. Nur das von Süden aus gesehen zweite Grab der westlichen Reihe ist leicht nach Osten versetzt. Die einzelnen Schächte weisen Abstände zwischen 5 und 6 m zueinander auf. Die östlichen Gräber, mit Ausnahme des südlichsten, waren sorgsam ausgeführt. Die Schächte führten in Tiefen von etwa 10 m und mündeten dort in einzelne Grabkammern, die eine Vertiefung im Boden zur Aufnahme des Sarkophags aufwiesen. Die anderen Schächte waren deutlich grober gearbeitet und besaßen bis zu 16 Kammern. Dies veranlasste die Ausgräber zu der Hypothese, dass die östlichen Gräber für die weiblichen Mitglieder der Königsfamilie vorgesehen waren, die westlichen hingegen für ihre Dienerschaft. Da alle Gräber geplündert und sogar die Sarkophage entfernt wurden, lässt sich nicht mehr rekonstruieren, für wen welches Schachtgrab bestimmt war. In den oberen Verfüllungen zweier Schächte wurden ein Steinfragment mit dem Namen der Königstochter Neferu (III.) und ein Granit-Gewicht mit dem Namen der Königstochter Neferuscheri gefunden. Neferuscheri könnte im Pyramidenbezirk bestattet worden sein. Für Neferu (III.) hingegen, die Gemahlin von Sesostris I. und Mutter von Amenemhet II., wurde eine Pyramide im Grabbezirk ihres Gemahls errichtet. Auch ein Begräbnis bei der Pyramide ihres Sohnes wird in Erwägung gezogen. Ein in einem Haus wiederverwendeter Altar der Königsmutter Nofret legt den Schluss nahe, dass auch die Mutter Amenemhets I. in einem der Schächte bestattet wurde. Ein weiteres Relieffragment aus Lischt nennt eine Königstochter namens Kaiet. In einem Schacht fanden die Ausgräber noch ein großes Goldröhrchen von einem Armband, das die Grabräuber übersehen hatten.

### Der Totentempel
Dieser lag auf einer Terrasse, die man in den Hügel geschlagen hatte, auf dem die Pyramide stand. Vielleicht hat der Terrassentempel des Mentuhotep II. in Deir el-Bahari hier als Vorbild gedient. Der Tempel selbst ist völlig zerstört, man fand nur Gründungsdepots, eine Scheintür und einen Altar aus Granit. Der Altar zeigt Figuren, die als Abgesandte der ägyptischen Gaue (dem König?) Opfer bringen. Der Aufweg vom Taltempel zum Totentempel war nicht überdacht und bestand ebenfalls aus reich dekoriertem Kalksteinmauerwerk. Die Reliefs ahmen bewusst den Stil des Alten Reiches nach und sind von diesen kaum zu unterscheiden. Der Taltempel liegt unter Wasser und ist daher noch nicht dokumentiert worden.